# Der irdene Topf und der eiserne Topf

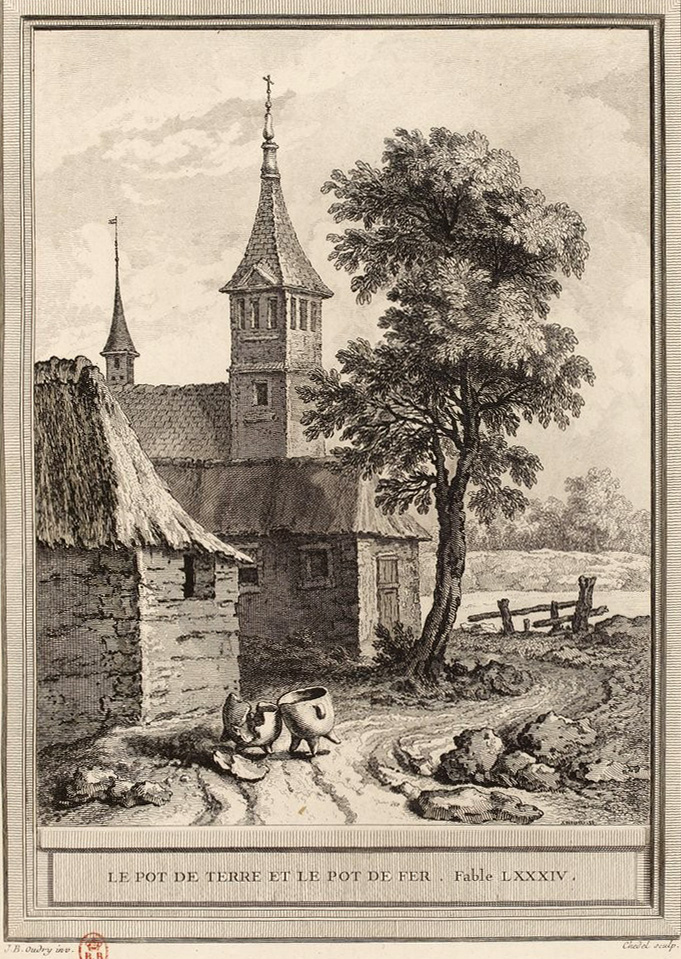
Le pot de terre et le pot de fer

Der irdene Topf und der eiserne Topf (französisch: Le Pot de terre et le Pot de fer) ist die zweite Fabel im fünften Buch in der ersten Sammlung von Fabeln von Jean de La Fontaine, die 1668 zum ersten Mal veröffentlicht wurde.

## Text
Eisentopf schlug eine Reise

einst dem irdnen Topfe vor,

doch entschuldigt klugerweise

dieser sich, er sei kein Tor,

ginge nicht vom Herde weg.

Da genügte schon ein Schreck,

schon ein Stoß an leichte Dinge,

dass er gleich in Scherben ginge,

heim von ihm kehrt kaum ein Stück.

„Dich“, sprach er, „des’ Haut zum Glück

sehr viel fester scheint zu sein,

hält ja nichts. Geh du allein.“

„O, ich bin dir Schuss und Halt,“

spricht der Eisentopf alsbald.

„Wenn ein harter Gegenstand

Dich bedroht, spring’ ich gewandt

zwischen euch, um dich zu schützen,

Dir als guter Freund zu nützen.“

So beredete und bat

Eisentopf, der Kamerad.

Ihm zur Seite kühn gestellt,

auf drei Beinen in die Welt

klipp, klapp ging es nun davon.

Einer auf den andern fällt

beim geringsten Stoße schon.

Der arme Irdentopf, er war kaum hundert Schritt

gegangen als den Tod er durch den Freund erlitt,

und konnte sich nicht drum beklagen.

Gesellen wir uns drum zu unsres gleichen bloß,

sonst müssen wir beständig zagen

vor dieses einen Topfes Los.

## Analyse

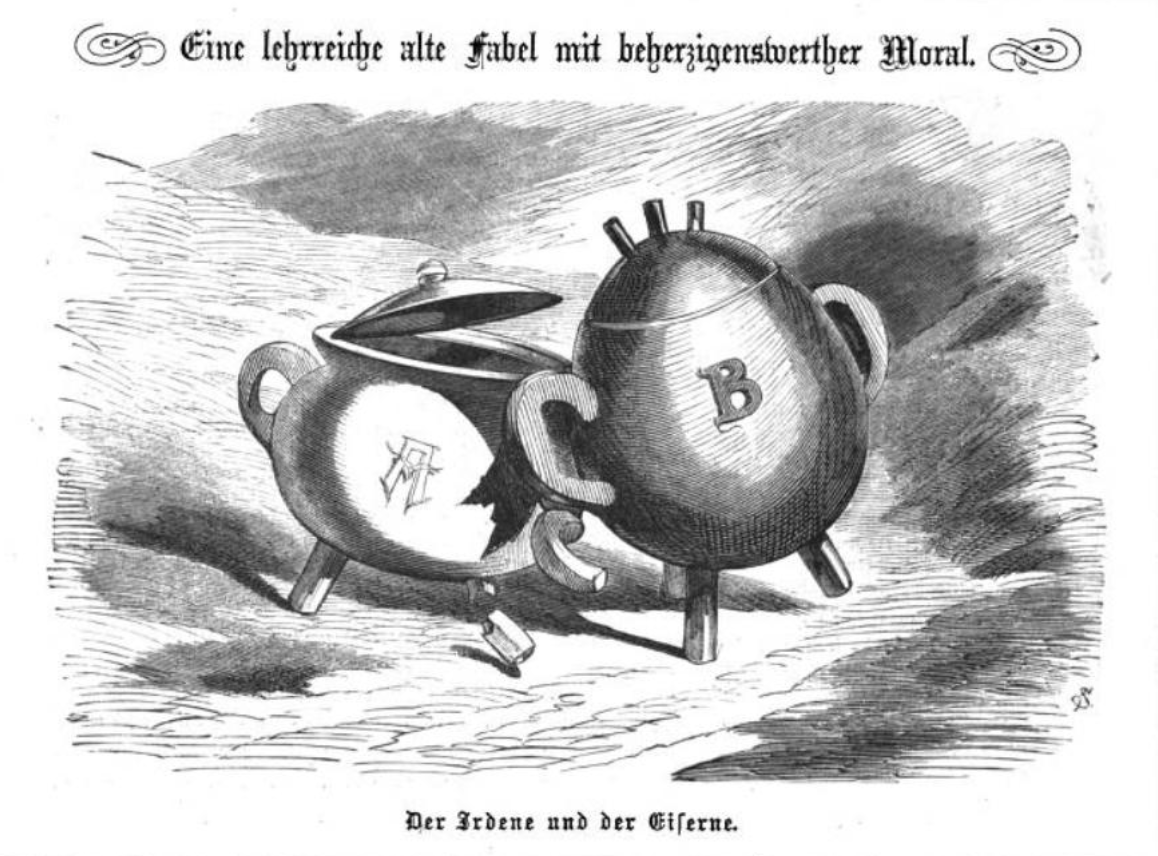
Karikatur aus dem Kladderadatsch (1874), rechts Otto von Bismarck als „Der Eiserne“ (Anspielung auf seine Bezeichnung als Eiserner Kanzler) und drei Haaren

Diese Fabel ist eine von vielen, worin La Fontaines Figuren auf Reisen gehen, aber nie ankommen. Das Thema entlieh der Dichter einer alten Fabel, die seit Äsop bekannt ist, jedoch geht in keiner Vorgängerversion der irdene Topf in die Brüche. Im Gegenteil: in der äsopschen Version begegnen sich der irdene Topf und der eiserne Topf auf einer Reise, während der sie sich in einem Gewässer treiben lassen. Der irdene Topf lehnt die Einladung zum gemeinsamen Treiben ab, weil er die Gefahr eines Kontaktes mit dem eisernen Topf nicht unterschätzt. La Fontaines Version dieser Fabel ist die einzige, in welcher der irdene Topf vom Eisentopf aufgefordert wird, den heimischen Herd zu verlassen, um mit ihm fortzugehen. Obwohl der Irdentopf Bedenken hat wegen seiner fragilen Beschaffenheit, vertraut er dem Eisernen, der ihn vor jeder Gefahr beschützen will. Dann passiert genau das, was der irdene Topf befürchtet hat; er bekommt einen tödlichen Stoß, darüber hinaus sogar von seinem Freund.
Im Französischen ist die Redewendung „Le Pot de terre et le Pot de fer“ zum Ausdruck für eine Auseinandersetzung zwischen einem starken und einem schwachen Gegner geworden.